# 五里川镇
五里川镇，是中华人民共和国河南省三門峽市卢氏县下辖的一个乡镇级行政单位。

## 行政区划
五里川镇下辖以下地区：
五里川村、古木窑村、南峪沟村、毛坪村、前村、马连村、黄耀沟村、南坡村、河南村、路沟村、瓦穴子村、仓房村、雷家坪村、李子坪村、北阳坡村、温口村、马耳岩村、干沟村和青石沟村。